# Calciatore dell'anno (Portogallo)
Il Calciatore portoghese dell'anno (Futebolista do Ano em Portugal) è un premio calcistico assegnato dai giornali Diário Popular (1970), CNID (1971-2000), Record (2001-2002), O Jogo (2003-2006) e nuovamente CNID (2007).
Dal 2001 il premio viene attribuito solamente ai giocatori che militano nel campionato di calcio portoghese (qualunque sia la loro nazionalità) mentre dal 2006 vengono premiati anche i migliori calciatori portoghesi militanti in una squadra estera. Quest'ultimo premio viene assegnato anche ad atleti di altre discipline.

## Albo d'oro

### Calciatore portoghese dell'anno
- 1970 - Eusébio, Benfica
- 1971 - Nené, Benfica
- 1972 - Toni,  Benfica
- 1973 - Eusébio, Benfica
- 1974 - Humberto Coelho, Benfica
- 1975 - João Alves, Benfica
- 1976 - Chalana,  Benfica
- 1977 - Bento,  Benfica
- 1978 - António Oliveira, Porto
- 1979 - José Alberto Costa, Porto
- 1980 - Jordão, Sporting Lisbona
- 1981 - António Oliveira, Penafiel/Sporting Lisbona
- 1982 - António Oliveira, Sporting Lisbona
- 1983 - Fernando Gomes, Porto
- 1984 - Chalana, Benfica/ Bordeaux
- 1985 - Carlos Manuel,  Benfica
- 1986 - Paulo Futre, Porto
- 1987 - Paulo Futre, Porto/ Atlético Madrid
- 1988 - Rui Barros, Porto/ Juventus
- 1989 - Vítor Baía, Porto
- 1990 - Domingos, Porto
- 1991 - Vítor Baía, Porto
- 1992 - João Pinto, Boavista/Benfica
- 1993 - João Pinto, Benfica

- 1994 - João Pinto, Benfica
- 1995 - Luís Figo, Sporting Lisbona/ Barcellona

- 1996 - Luís Figo,  Barcellona
- 1997 - Luís Figo,  Barcellona
- 1998 - Luís Figo,  Barcellona
- 1999 - Luís Figo,  Barcellona
- 2000 - Luís Figo,  Barcellona/Real Madrid
- 2001 - Petit, Boavista
- 2002 - Jardel, Sporting Lisbona
- 2003 - Ricardo Carvalho, Porto
- 2004 - Deco, Porto
- 2005 - Ricardo Quaresma, Porto
- 2006 - Ricardo Quaresma, Porto
- 2007 - Simão Sabrosa,  Benfica
- 2008 - Lisandro López, Porto
- 2009 - Bruno Alves, Porto
- 2010 - David Luiz, Benfica
- 2011 - Hulk, Porto
- 2012 - Hulk, Porto
- 2013 - Nemanja Matić, Benfica
- 2014 - Enzo Pérez, Benfica
- 2015 - Jonas, Benfica
- 2016 - Jonas, Benfica
- 2017 - Pizzi, Benfica
- 2018 - Bruno Fernandes, Sporting Lisbona
- 2019 - Bruno Fernandes, Sporting Lisbona
- 2020 - Jesús Corona, Porto
- 2021 - Sebastián Coates, Sporting Lisbona
- 2022 - Darwin Núñez, Benfica/ Liverpool
- 2023 - Otávio, Porto
- 2024 - Viktor Gyökeres, Sporting Lisbona

### Calciatore portoghese dell'anno della Primeira Liga
- 2001 - Petit, Boavista
- 2002 -  Mário Jardel, Sporting Lisbona
- 2003 - Ricardo Carvalho, Porto
- 2004 - Deco, Porto
- 2005 - , Ricardo Quaresma, Porto
- 2006 - , Ricardo Quaresma, Porto
- 2007 - Simão Sabrosa, Benfica

- 2008 -  Lisandro López, Porto
- 2009 - Bruno Alves, Porto
- 2010 -  David Luiz, Benfica
- 2011 -  Hulk, Porto
- 2012 -  Hulk, Porto
- 2013 -  Nemanja Matić, Benfica

### Calciatore portoghese dell'anno all'estero
- 2006 - Deco,  Barcellona
- 2007 - Cristiano Ronaldo,  Manchester United
- 2008 - Cristiano Ronaldo,  Manchester United
- 2009 - Cristiano Ronaldo,  Manchester United/ Real Madrid
- 2010 - Simão Sabrosa,  Atlético Madrid
- 2011 - Cristiano Ronaldo,  Real Madrid
- 2012 - Cristiano Ronaldo,  Real Madrid

- 2013 - Cristiano Ronaldo,  Real Madrid
- 2014 - Pepe,  Real Madrid
- 2015 - Cristiano Ronaldo,  Real Madrid
- 2016 - Cristiano Ronaldo,  Real Madrid
- 2017 - Cristiano Ronaldo,  Real Madrid
- 2018 - Cristiano Ronaldo,  Juventus
- 2019 - Bernardo Silva,  Manchester City
- 2020 - Cristiano Ronaldo,  Juventus